# Too Bad You're Beautiful
Too Bad You're Beautiful es el primer álbum de estudio de From Autumn to Ashes tras el lanzamiento, un año antes, del EP Sin, Sorrow and Sadness. El disco fue lanzado por Ferret Music y vendió 50.000 copias convirtiéndose en la banda que más discos vendió, en su momento, en la historia de Ferret. La banda, tras su éxito, se embarcó en giras como el Vans Warped Tour de 2001 y el Donington Festival inglés de ese mismo año con bandas como Metallica, Audioslave o Iron Maiden.
El surgimiento de la banda y el lanzamiento de este disco conllevó una importante innovación ya que la banda incluía las voces, simultáneamente, del baterista (Francis Mark) y el líder (Benjamin Perri), con los gritos de ambos de fondo característicos del screamo. En 2005 fue lanzada una reedición del álbum con la inclusión de los cuatro temas de Sin, Sorrow and Sadness.

## Listado de canciones
1. "The Royal Crown vs. Blue Duchess"  – 3:58
2. "Cherry Kiss"  – 3:42
3. "Chloroform Perfume"  – 4:29
4. "Mercury Rising"  – 0:49
5. "Capeside Rock"  – 4:04
6. "Take Her to the Music Store"  – 5:18
7. "The Switch"  – 4:16
8. "Reflections"  – 7:30
9. "Eulogy for an Angel"  – 4:18
10. "Short Stories With Tragic Endings"  – 9:24

### Reedición: canciones extra
1. "Reflection of Anguish on a Face So Innocent"
2. "Trapped Inside the Cage of My Soul"
3. "Lie Will Always Defeat the Truth"
4. "IV"

## Producción
En el álbum colaboró Melanie Wills de la banda One True Thing en la canción "Short Stories With Tragic Endings", quien más tarde repetiría con el siguiente álbum de FATA, The Fiction We Live, lanzado dos años después.
En la introducción de "Take Her To The Music Store", se sucede un diálogo tomado de un episodio de la exitosa serie Dawson's Creek en el que se escucha a una chica diciendo: "You break my heart into a thousand pieces and say it's because I deserve better?" (¿Rompes mi corazón en mil pedazos y dices que es porque merezco algo mejor?).

## Créditos
- Benjamin Perri  - vocalista
- Francis Mark - batería y vocalista
- Scott Gross - guitarra
- Brian Deneeve - guitarra
- Mike Pilato - bajo